# Ehud Olmert
 (mai 2020).
Si vous disposez d'ouvrages ou d'articles de référence ou si vous connaissez des sites web de qualité traitant du thème abordé ici, merci de compléter l'article en donnant les références utiles à sa vérifiabilité et en les liant à la section « Notes et références ».
Pour les articles homonymes, voir Olmert.
Ehud Olmert (en hébreu : אהוד אולמרט), né le 30 septembre 1945 à Binyamina en Palestine mandataire, est un homme d'État israélien.
Membre du Likoud, il est maire de Jérusalem de 1993 à 2003. Il est ensuite vice-Premier ministre et ministre des Finances du gouvernement d'Ariel Sharon et devient membre du parti Kadima à sa création.
À partir de janvier 2006, il assure l'intérim à la tête du gouvernement de l'État d'Israël en raison de l'hospitalisation d'Ariel Sharon. En avril, celui-ci est déclaré en état d'incapacité permanente, ce qui permet à Ehud Olmert de devenir Premier ministre de plein exercice. Il forme un gouvernement de coalition à la suite de la courte victoire de Kadima aux élections législatives.
Il déclenche le 12 juillet 2006  une offensive sur le Liban, causant environ 1 200 morts et un million de réfugiés, en réaction à des incidents frontaliers avec le Hezbollah.
Accusé de corruption, il démissionne et se voit remplacé par Benyamin Netanyahou en 2009. Reconnu coupable et condamné pour des faits de corruption lorsqu'il était maire de Jérusalem, il est emprisonné pendant seize mois entre 2016 et 2017.

## Formation
Pendant son service militaire, Ehud Olmert est officier d'une unité d'infanterie de combat, puis poursuit son service comme journaliste pour le quotidien de l'armée israélienne.
Diplômé de psychologie, de philosophie, puis de droit de l'université hébraïque de Jérusalem, il travaille brièvement comme avocat avant d'entrer en politique.
Ehud Olmert est marié et père de cinq enfants. Il soutient l'équipe de football du Betar Jerusalem depuis des dizaines d'années.

## Carrière politique

### Débuts
Ehud Olmert est élu pour la première fois à la Knesset en 1973, à l'âge de 28 ans (benjamin des députés), et il y est réélu sept fois consécutivement tout en occupant des postes importants, notamment à la tête de la Commission des Affaires étrangères et de la Défense. Entre 1981 et 1988, il fait partie du ministère des Affaires étrangères et du cabinet de sécurité. Il participe au cabinet des Finances, de l'Éducation et du Budget. En 1988, il devient ministre sans portefeuille dans le gouvernement d'Yitzhak Shamir puis ministre de la Santé de 1990 à 1992.
Ehud Olmert exerce deux mandats de maire de Jérusalem, de 1993 à 2003. À ce poste, il s'investit dans le lancement de projets importants pour la ville, le développement et l'amélioration du système éducatif et le développement des infrastructures routières.
En 1999, il tente de défier Ariel Sharon pour prendre la tête du Likoud, mais il est largement battu. Après cette défaite, il se rapproche de son ancien rival. En janvier 2003, il est réélu à la Knesset, après avoir dirigé la campagne électorale du Likoud.

### Portefeuilles ministériels
En 2003, il quitte la mairie de Jérusalem pour entrer dans le deuxième gouvernement d'Ariel Sharon en tant que vice-Premier ministre et ministre du Commerce et de l'Industrie.
Le 7 août 2005, Ehud Olmert est nommé ministre des Finances après la démission de Benjamin Netanyahou pour protester contre l'application du plan de désengagement dans la bande de Gaza.
Ehud Olmert, qui était opposé à tout retrait des territoires conquis depuis la guerre des Six Jours et qui avait voté contre les accords de Camp David en 1978, change d'avis et soutient le retrait :
« J'avais voté contre Menahem Begin […] Je lui avais dis que c'était une erreur historique […] Maintenant je suis désolé qu'il ne soit plus en vie pour m'entendre reconnaître publiquement sa sagesse et mon erreur. Il avait raison et j'avais tort. Grâce à Dieu, nous nous sommes retirés du Sinaï ».

### Premier ministre d'Israël

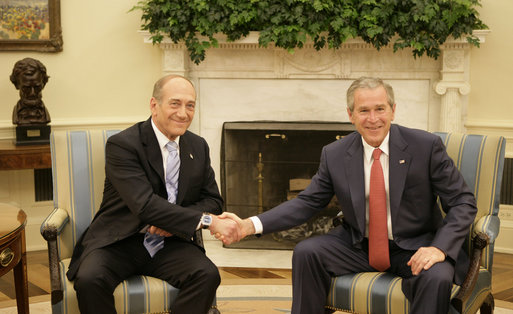
Ehud Olmert et George W. Bush, le 23 mai 2006 à la Maison-Blanche.

Le 4 janvier 2006, à la suite d'une attaque cérébrale du Premier ministre Ariel Sharon, placé dans un coma artificiel, Ehud Olmert est désigné Premier ministre par intérim d'Israël. Le 16 janvier 2006, il est désigné président par intérim de Kadima en vue des élections législatives du 28 mars suivant.
Il déclare au journal Haaretz, le 24 janvier 2006 : « Le choix entre permettre aux Juifs de vivre dans toutes les parties de la Terre d'Israël, et de vivre dans un État avec une majorité juive, nous amène à rendre des portions de la Terre d'Israël. » Il indique aussi qu'il souhaite la fixation de frontières définitives avec les Palestiniens.
Lors des élections du 28 mars 2006, Kadima obtient 29 sièges sur les 120 que compte la Knesset, devenant le premier parti d'Israël en nombre de députés. Olmert est confirmé au poste de Premier ministre et forme un gouvernement de coalition avec les travaillistes (20 sièges) et les élus du parti des retraités (7 sièges). Il y associe également le Shass.
Il est nommé officiellement Premier ministre de plein droit le 14 avril 2006, soit 100 jours après l'attaque cérébrale d'Ariel Sharon et sa désignation comme Premier ministre par intérim. Il prête serment le 16 avril 2006.
Ehud Olmert lance, le 12 juillet 2006 une offensive de grande ampleur sur le Liban. La raison invoquée pour le déclenchement de cette guerre est la capture quelques jours plus tôt de soldats israéliens par le Hezbollah. Le Hezbollah prétend que ces soldats étaient en territoire libanais et Tsahal que le Hezbollah les a capturés en territoire israélien. Cette guerre se solde par la mort d'environ 1 200 civils libanais,, 35 militaires libanais, entre 68 et 330 combattants du Hezbollah selon les sources,, 48 civils israéliens, 110 soldats israéliens, 2 civils employés des Nations unies, 4 casques bleus des Nations unies et 50 civils ressortissants de pays tiers. Ehud Olmert sort très affaibli à l'issue de cette guerre. Il est très critiqué en Israël, notamment par le rapport Winograd pour s'être montré incapable de mater le Hezbollah (ce qui était pourtant un des objectifs affichés de cette guerre). Il est par ailleurs tout autant critiqué à l'étranger pour la mort de nombreux civils, notamment lors du bombardement de Cana de 2006, ayant causé la mort d'au moins 28 civils libanais.
Il fait assassiner Imad Moughniyah, un des dirigeants du Hezbollah, à Damas en février 2008, et le reconnaît seize ans plus tard.
Il est le premier chef de gouvernement israélien à avoir admis implicitement qu'Israël était doté de l'arme nucléaire, lors d'une interview accordée le 11 décembre 2006 par une télévision allemande.
Mis en cause dans des affaires de corruption, il annonce, le 30 juillet 2008, qu'il ne participera pas aux primaires de son parti, laissant entendre qu'il démissionnera à la fin de son mandat. Le 21 septembre suivant, Ehud Olmert annonce sa démission après l'élection de Tzipi Livni à le tête de Kadima. Toutefois, en l'absence de nouveau gouvernement, il continue à exercer sa charge jusqu'à l'investiture de son successeur, Benyamin Netanyahou, élu par la nouvelle Knesset.

### Affaires judiciaires et emprisonnement
Faisant jusqu'à l'objet de six enquêtes concernant des affaires de corruption ou fraudes, la justice annonce, le 4 décembre 2008, qu’il ne serait pas inculpé pour celle de trafic d'influence concernant la vente des parts de l’État dans la Banque Léumi à un groupe financier alors qu'il était ministre de l'Industrie et du Commerce, en 2005.
Ehud Olmert est inculpé, le 30 août 2009, pour « fraude », « abus de confiance », « enregistrement de faux documents » et « dissimulation de revenus frauduleux », fait unique pour un ancien Premier ministre israélien. Son procès s'ouvre le 25 septembre 2009, puis est suspendu jusqu'en février 2010. Il lui est reproché d'avoir accepté de l'argent de l'homme d'affaires Morris Talansky, d'avoir émis des fausses factures sur ses trajets et d'avoir aidé son ancien associé Uri Messer.
Le 15 avril 2010, il est officiellement reconnu comme principal suspect dans l'affaire Holyland. Il est accusé d'avoir reçu un pot-de-vin de 3,5 millions de shekels alors qu'il était maire de Jérusalem (1993-2003).
Il est condamné, le 24 septembre 2012, à un an de prison avec sursis et à 75 300 shekels (15 000 euros) d'amende après avoir été reconnu coupable de corruption en juillet dans l'affaire dite du « Centre d'investissement ».

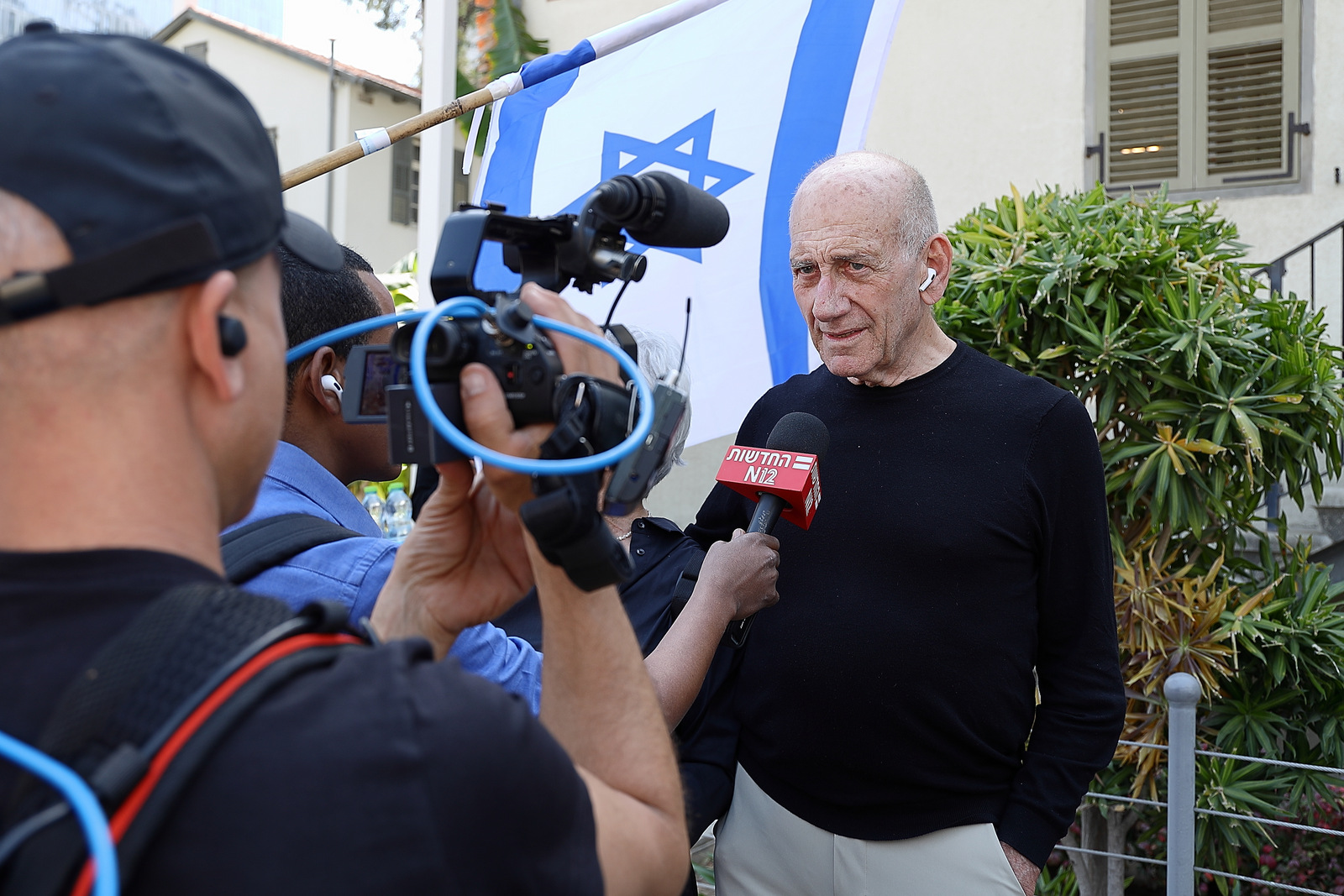
Ehud Olmert interrogé sur les manifestations de 2023 en Israël.

Le 29 décembre 2015, la Cour suprême d'Israël condamne définitivement Ehud Olmert à 18 mois de prison ferme pour corruption. S'il est relaxé de l'accusation d'avoir reçu, en sa qualité de maire, 500 000 shekels (117 150 euros) de pots-de-vin pour permettre à des promoteurs de contourner des obstacles légaux, il est condamné, en revanche, pour avoir reçu d'une entreprise un pot-de-vin de 60 000 shekels (14 060 euros) dans le cadre du financement d'une de ses campagnes électorales. Le 10 février 2016, il est condamné à un mois de prison supplémentaire pour entraves à la justice. 
Il entre à la prison Maasiyahu, à Ramla, le 15 février 2016, devenant le premier ancien Premier ministre de l’État hébreu à effectuer une peine de prison ferme,. Il est placé dans une aile protégée par une unité spéciale de l’administration pénitentiaire et par le Service de sécurité intérieure israélien. Dans une vidéo publiée avant son incarcération, il déclare accepter sa condamnation, reconnaît avoir « commis quelques erreurs », mais pas des délits pénaux.
Il est libéré le 2 juillet 2017.

### Plan de paix
En 2024, alors que la guerre fait rage à Gaza, Ehud Olmert propose un plan de paix israélo-palestinien, de concert avec Nasser al-Qidwa, ancien ministre de l'Autorité palestinienne. Les deux hommes sont reçus le 17 octobre par le pape François.
Partisan de la fin de l'occupation israélienne de la Cisjordanie, Ehud Olmert estime qu’Israël risque d’être condamné par la justice internationale et met en garde contre l’isolement du pays. Il appelle à « cesser le combat à Gaza et se débarrasser de Netanyahu ».
En 2025, il estime dans une tribune publiée par Le Monde, que "Israël commet bien des crimes de guerre à Gaza"

## Détail des mandats et fonctions politiques

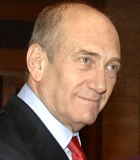
Ehud Olmert en 2007.

- Du 22 décembre 1988 au 11 juin 1990 : ministre sans portefeuille
- Du 11 juin 1990 au 13 juillet 1992 : ministre de la Santé
- De 1993 à 2003 : maire de Jérusalem
- Du 28 février 2003 au 16 avril 2006 : 1er vice-Premier ministre et ministre de l'Industrie, du Commerce et du Travail
- Du 29 septembre 2003 au 10 janvier 2005 : ministre des Communications
- Du 9 août 2005 au 7 novembre 2005 : ministre par intérim des Finances
- Du 4 janvier 2006 au 14 avril 2006 : Premier ministre par intérim
- Du 16 janvier 2006 au 14 avril 2006 : chef de file par intérim de Kadima
- Du 14 avril 2006 au 31 mars 2009 : Premier ministre
- Du 14 avril 2006 au 17 septembre 2008 : chef de file de Kadima
- Du 4 mai 2006 au 4 juillet 2007 : ministre des Affaires sociales
- Du 22 avril 2007 au 4 juillet 2007 : ministre des Finances